# Sirník
Sirník – wieś (obec) na Słowacji położona w kraju koszyckim, w powiecie Trebišov. Pierwsze wzmianki o miejscowości pochodzą z 1403 roku. 
Według danych z dnia 31 grudnia 2012 roku, wieś zamieszkiwało 611 osób, w tym 312 kobiet i 299 mężczyzn.
W 2001 roku rozkład populacji względem narodowości i przynależności etnicznej wyglądał następująco:
- Słowacy – 71,04%
- Czesi – 0,34%
- Romowie – 3,2%
- Węgrzy – 24,07%

Ze względu na wyznawaną religię struktura mieszkańców kształtowała się w 2001 roku następująco:
- Katolicy rzymscy – 16,5%
- Grekokatolicy – 12,29%
- Ewangelicy – 0,17%
- Prawosławni – 2,19%
- Ateiści – 5,72%
- Nie podano – 0,84%